# Анагенеза
Анагенеза  (на латински: anagenesis, от ana – „изкачване“ и genesis – „образуване“) или филегенетична еволюция наричаме постепенно настъпилите промени в една родословна линия без тя да се разклонява.
При анагенезата видът еволюира, като една цялостна популация.
Когато натрупа достатъчно промени, за да бъде признат за нов вид, предшественикът му се смята за измрял, макар да има живи потомци. Анагенезата се причислява към типовете специализация известен като калдогенеза (видообразуване).